# Coppa del Mondo di salto con gli sci 1980
La Coppa del Mondo di salto con gli sci 1980, prima edizione della manifestazione organizzata dalla Federazione Internazionale Sci, ebbe inizio il 27 dicembre 1979 a Cortina d'Ampezzo, in Italia, e si concluse il 25 marzo 1980 a Štrbské Pleso, in Cecoslovacchia. Furono disputate 25 gare, tutte maschili, in 18 differenti località: 8 su trampolino normale, 16 su trampolino lungo e 1 su trampolino per il volo. Nel corso della stagione si tennero i XIII Giochi olimpici invernali di Lake Placid 1980, validi anche come Campionati mondiali di sci nordico 1980 ma non ai fini della Coppa del Mondo, il cui calendario contemplò dunque un'interruzione nella parte centrale del mese di febbraio.
L'austriaco Hubert Neuper si aggiudicò sia la coppa di cristallo, il trofeo assegnato al vincitore della classifica generale, sia il Torneo dei quattro trampolini, le cui prove furono ritenute valide anche ai fini della classifica di Coppa. Non vennero stilate classifiche di specialità.

## Risultati
| Data                          | Località               | Nazione        | Trampolino                | Spec. | Primo            | Secondo          | Terzo           |
| ----------------------------- | ---------------------- | -------------- | ------------------------- | ----- | ---------------- | ---------------- | --------------- |
| 27 dicembre 1979              | Cortina d'Ampezzo      | Italia         | Italia K92                | NH    | Toni Innauer     | Hubert Neuper    | Alfred Groyer   |
| Torneo dei quattro trampolini |                        |                |                           |       |                  |                  |                 |
| 30 dicembre 1979              | Oberstdorf             | Germania Ovest | Schattenberg K115         | LH    | Jochen Danneberg | Hubert Neuper    | Alfred Groyer   |
| 1º gennaio 1980               | Garmisch-Partenkirchen | Germania Ovest | Große Olympiaschanze K107 | LH    | Hubert Neuper    | Jari Puikkonen   | Johan Sætre     |
| 4 gennaio 1980                | Innsbruck              | Austria        | Bergisel K106             | LH    | Hubert Neuper    | Hansjörg Sumi    | Henry Glaß      |
| 6 gennaio 1980                | Bischofshofen          | Austria        | Paul Ausserleitner K106   | LH    | Martin Weber     | Henry Glaß       | Piotr Fijas     |
| 12 gennaio 1980               | Sapporo                | Giappone       | Ōkurayama K110            | LH    | Hirokazu Yagi    | Bogdan Norčič    | Armin Kogler    |
| 13 gennaio 1980               | Sapporo                | Giappone       | Ōkurayama K110            | LH    | Masahiro Akimoto | Hirokazu Yagi    | Bogdan Norčič   |
| 19 gennaio 1980               | Thunder Bay            | Canada         | Big Thunder K89           | NH    | Armin Kogler     | Bernard Moullier | Alfred Groyer   |
| 20 gennaio 1980               | Thunder Bay            | Canada         | Big Thunder K120          | LH    | Armin Kogler     | Hubert Neuper    | Toni Innauer    |
| 26 gennaio 1980               | Zakopane               | Polonia        | Średnia Krokiew K82       | NH    | Stanisław Bobak  | Ivar Mobekk      | Olaf Schmidt    |
| 27 gennaio 1980               | Zakopane               | Polonia        | Wielka Krokiew K115       | LH    | Piotr Fijas      | Stanisław Bobak  | Ivar Mobekk     |
| 9 febbraio 1980               | Saint-Nizier           | Francia        | Dauphine K112             | LH    | Piotr Fijas      | Hans Wallner     | Stanisław Bobak |
| 10 febbraio 1980              | Saint-Nizier           | Francia        | Dauphine K112             | LH    | Tom Kristiansen  | Alois Lipburger  | Tom Levorstad   |
| 27 febbraio 1980              | Sankt Moritz           | Svizzera       | Olympiaschanze K94        | NH    | Roger Ruud       | Johan Sætre      | Robert Mösching |
| 29 febbraio 1980              | Gstaad                 | Svizzera       | Mattenschanze K88         | NH    | Hansjörg Sumi    | Roger Ruud       | Hubert Neuper   |
| 2 marzo 1980                  | Engelberg              | Svizzera       | Gross-Titlis-Schanze K116 | LH    | Toni Innauer     | Johan Sætre      | Hansjörg Sumi   |
| 2 marzo 1980                  | Vikersund              | Norvegia       | Vikersundbakken K155      | FH    | Per Bergerud     | Stanisław Bobak  | Ján Tánczos     |
| 8 marzo 1980                  | Lahti                  | Finlandia      | Salpausselkä K88          | NH    | Armin Kogler     | Hubert Neuper    | Jouko Törmänen  |
| 8 marzo 1980                  | Lahti                  | Finlandia      | Salpausselkä K113         | LH    | Steve Collins    | Jouko Törmänen   | Hubert Neuper   |
| 11 marzo 1980                 | Falun                  | Svezia         | Lugnet K89                | NH    | Jouko Törmänen   | Jari Puikkonen   | Armin Kogler    |
| 16 marzo 1980                 | Oslo                   | Norvegia       | Holmenkollen K105         | LH    | Armin Kogler     | Jari Puikkonen   | Hubert Neuper   |
| 21 marzo 1980                 | Planica                | Jugoslavia     | Srednija K92              | NH    | Hans Millonig    | Armin Kogler     | Primož Ulaga    |
| 22 marzo 1980                 | Planica                | Jugoslavia     | Bloudkova velikanka K117  | LH    | Hubert Neuper    | Armin Kogler     | Hans Millonig   |
| 24 marzo 1980                 | Štrbské Pleso          | Cecoslovacchia | MS 1970 K110              | LH    | Masahiro Akimoto | Peter Leitner    | Hirokazu Yagi   |
| 25 marzo 1980                 | Štrbské Pleso          | Cecoslovacchia | MS 1970 K110              | LH    | Armin Kogler     | Hans Millonig    | Hubert Neuper   |

Legenda:

NH = trampolino normale

LH = trampolino lungo

FH = volo con gli sci

## Classifiche

### Generale
| Pos. | Nome             | Nazione   | Punti |
| ---- | ---------------- | --------- | ----- |
| 1    | Hubert Neuper    | Austria   | 238   |
| 2    | Armin Kogler     | Austria   | 220   |
| 3    | Stanisław Bobak  | Polonia   | 130   |
| 4    | Hirokazu Yagi    | Giappone  | 116   |
| 5    | Masahiro Akimoto | Giappone  | 109   |
| 6    | Hans Millonig    | Austria   | 108   |
|      | Johan Sætre      | Norvegia  | 108   |
| 8    | Hansjörg Sumi    | Svizzera  | 102   |
| 9    | Toni Innauer     | Austria   | 92    |
| 10   | Jari Puikkonen   | Finlandia | 87    |
|      | Hans Wallner     | Austria   | 87    |

### Torneo dei quattro trampolini
| Pos. | Nome          | Nazione      | Punti |
| ---- | ------------- | ------------ | ----- |
| 1    | Hubert Neuper | Austria      | 940   |
| 2    | Henry Glaß    | Germania Est | 913   |
| 3    | Martin Weber  | Germania Est | 913   |
| 4    | Klaus Ostwald | Germania Est | 912   |
| 5    | Alfred Groyer | Austria      | 904   |

### Nazioni
| Pos. | Nazione      | Punti |
| ---- | ------------ | ----- |
| 1    | Austria      | 1035  |
| 2    | Norvegia     | 524   |
| 3    | Giappone     | 314   |
| 4    | Germania Est | 296   |
| 5    | Finlandia    | 249   |